# Ongelijkheid van Hadamard
In de wiskunde geeft de ongelijkheid van Hadamard een bovengrens voor de absolute waarde van de determinant van een vierkante matrix. Ze is genoemd naar de Franse wiskundige Jacques Hadamard.

## Formulering
Zij {\displaystyle M} een {\displaystyle n\times n}-matrix met complexe elementen, waarvan de kolomvectoren aangeduid worden met {\displaystyle m_{1},\ldots ,m_{n}}; dan geldt 
{\displaystyle |\det M|\,\leq \,\prod _{i=1}^{n}\|m_{i}\|_{2}}
Hierin is  {\displaystyle \|\cdot \|_{2}} de Euclidische norm of "lengte" van een vector.
De ongelijkheid wordt enkel een gelijkheid indien de kolomvectoren orthogonaal zijn of indien ten minste één kolom uit nullen bestaat (dan is de determinant ook nul).

## Meetkundige interpretatie
Wanneer de matrix uit reële getallen bestaat, kan men de bovengrens meetkundig interpreteren als het volume van de {\displaystyle n}-dimensionale balk in de {\displaystyle n}-dimensionale Euclidische ruimte met als zijden de lengten van de kolomvectoren {\displaystyle m_{i}}.

## Bewijs
Als de matrix singulier is, is zijn determinant gelijk aan nul en gaat de ongelijkheid steeds op. We veronderstellen daarom dat de matrix {\displaystyle M} inverteerbaar is en dat zijn kolommen lineair onafhankelijk zijn. Door elke kolom te delen door zijn norm (lengte), verkrijgen we een matrix {\displaystyle N} met eenheidsvectoren als kolomvectoren. Daarvan is
{\displaystyle |\det N|\leq 1},
en de gelijkheid geldt dan en slechts dan als de kolomvectoren een orthonormale basis vormen, dus als de matrix een unitaire matrix is. Omdat als een kolom van een matrix met een factor vermenigvuldigd wordt, de determinant ook met die factor wordt vermenigvuldigd, volgt hieruit voor de matrix {\displaystyle M}:
{\displaystyle |\det M|={\bigg (}\prod _{i=1}^{n}\|m_{i}\|_{2}{\bigg )}|\det N|\leq \prod _{i=1}^{n}\|m_{i}\|_{2}}

## Alternatieve vorm
Als {\displaystyle B} een bovengrens is van de elementen van de {\displaystyle n\times n}-matrix {\displaystyle M}, zodat {\displaystyle |M_{ij}|\leq B} voor alle {\displaystyle i} en {\displaystyle j} van 1 tot {\displaystyle n}, dan kan men de ongelijkheid schrijven als
{\displaystyle |\det(M)|\leq B^{n}n^{n/2}}
Immers de lengte van een kolomvector is kleiner dan of gelijk aan {\displaystyle {\sqrt {nB^{2}}}} of {\displaystyle Bn^{1/2}}.
In het bijzondere geval waarin alle elementen van {\displaystyle M} gelijk zijn aan +1 of -1 zijn, is {\displaystyle B=1} en de lengte van de kolomvectoren van {\displaystyle M} kleiner dan of gelijk aan {\displaystyle {\sqrt {n}}}, zodat
{\displaystyle |\det(M)|\leq n^{n/2}}
Matrices waarvoor deze ongelijkheid een gelijkheid wordt, noemt men Hadamardmatrices. Dit zijn matrices met als elementen +1 of -1 en waarvan de kolommen onderling orthogonaal zijn.

## Positief-semidefiniete matrix
Voor een positief-semidefiniete matrix {\displaystyle P} geldt:
{\displaystyle \det(P)\leq \prod _{i=1}^{n}p_{ii}}
De determinant is kleiner dan of gelijk aan het product van de elementen op de diagonaal. Deze ongelijkheid noemt men soms ook de ongelijkheid van Hadamard.
Men kan deze ongelijkheid afleiden uit het gegeven dat het Hadamardproduct {\displaystyle I\circ P} van de {\displaystyle n\times n}-eenheidsmatrix {\displaystyle I} met de matrix {\displaystyle P} een diagonaalmatrix is met de diagonaalelementen van {\displaystyle P} op de diagonaal. De determinant daarvan is gelijk aan het product van deze diagonaalelementen. Aangezien {\displaystyle I} ook positief-semidefiniet is en de determinant van {\displaystyle I} gelijk is aan 1, volgt uit de ongelijkheid van Oppenheim:
{\displaystyle \det(I\circ P)\geq \det(I)\det(P)}
dat
{\displaystyle \det(I\circ P)=\prod _{i=1}^{n}p_{ii}\geq \det(P)}